# Proprium (filosofía)
El proprium (griego antiguo ἴδιον idion "característica, lo peculiar") designa un predicado lógico peculiar en la Lógica desde Aristóteles. Un proprium es un predicado que pertenece exclusivamente a su sujeto, pero no designa su esencia (to ti en einai ). Así, en el enunciado "propio del hombre es ser receptivo de la gramática", el proprium "receptivo de la gramática" se enuncia a partir del sujeto "hombre". Puesto que todo el mundo también puede ser receptivo de la gramática, según Aristóteles, ser receptivo de la gramática no significa la esencia del ser humano. Por tanto, el proprium no expresa una propiedad necesaria.
Proprium y sujeto se pueden intercambiar en el estado de cuenta. Entonces, en lugar de "humano", también puede decir "cualquier cosa que es receptiva de la gramática". 

## Porfirio
En el libro Isagoge de Porfirio, el proprium es uno de los cinco tipos de predicados generalmente expresables. Los otros cuatro tipos de predicados son género, tipo, diferencia y accidente (ver predicables).